# Knack (saucisse)
Pour les articles homonymes, voir Knack.
La knack ou knack d'Alsace ou saucisse de Strasbourg est une spécialité culinaire traditionnelle de la cuisine alsacienne. Il s'agit d'une saucisse fumée précuite, à base de viande de porc et de bœuf et/ou veau, et d'épices. 

## Description
Cette saucisse est fabriquée avec une chair à saucisse de viande de porc, bœuf et/ou de veau, traditionnellement assaisonnée avec des épices. Embossée dans un boyau naturel de mouton, cette charcuterie longue et fine, légèrement incurvée, à pâte fine, et à texture ferme, est précuite et généralement colorée avec des colorants alimentaires jaune, ocre, rose, brun ou orange foncé. Puis elle est séchée et légèrement fumée à chaud au bois de hêtre,.

## Étymologie
La knack doit son nom-onomatopée au verbe allemand « knacken » (craquer), dérivé de « knackig » (craquant), ou encore au nom des saucisses allemandes « Knackwurst (en) » (saucisse craquante) qui décrit le bruit « knackant » que fait la saucisse quand sa peau éclate sous la dent, ou encore à sa tendance à éclater pendant sa cuisson[réf. nécessaire].

## Histoire
La knack est une préparation charcutière très ancienne. Variante des saucisse de Francfort et saucisse de Vienne, la Knackwurst (en) de la cuisine allemande, ancêtre de la knack d'Alsace, apparait dans les textes dès le début du XVIe siècle,. Elle bénéficie d'une grande réputation populaire au XVIIIe siècle. Ainsi, par exemple, on offrit de grandes quantités de knacks d'Alsace à la population strasbourgeoise pour célébrer la visite du roi Louis XV à Strasbourg du 5 au 10 octobre 1744,,. L'histoire de la knack se conjugue avec celle de l'Empire allemand du XXe siècle, au moment de l'annexion de l'Alsace par les Allemands par le traité de Francfort de 1871, à la suite de la guerre franco-allemande de 1870. L'installation de charcutiers allemands en Alsace contribue alors au développement de la charcuterie alsacienne, en apportant leur savoir faire culinaire en saucisse allemande, et en introduisant entre autres une technique mécanisée qui permit à la knack d'avoir une farce plus fine.
La knack est présente dans toutes les fêtes villageoises alsaciennes. Elles y sont traditionnellement servies par paire, avec du pain et de la moutarde alsacienne douce (variante du hot-dog de la cuisine allemande). La knack est également un des ingrédients emblématiques d'accompagnement de la choucroute d'Alsace garnie. 

## Préparation
Les knacks sont consommées réchauffées environ 8 min dans une eau chaude à peine frémissante (et non pas bouillante pour ne pas éclater), ou au four ou barbecue. Elles se mangent chaudes ou froides, en hot-dog, en buffet, en apéritif, en salade de pommes de terre, avec de la choucroute, pommes de terre ou purée, ou sur des plats de charcuteries ou encore avec une choucroute garnie d'Alsace, accompagnées de bières ou de vins d'Alsace... 

Quelques exemples de préparation
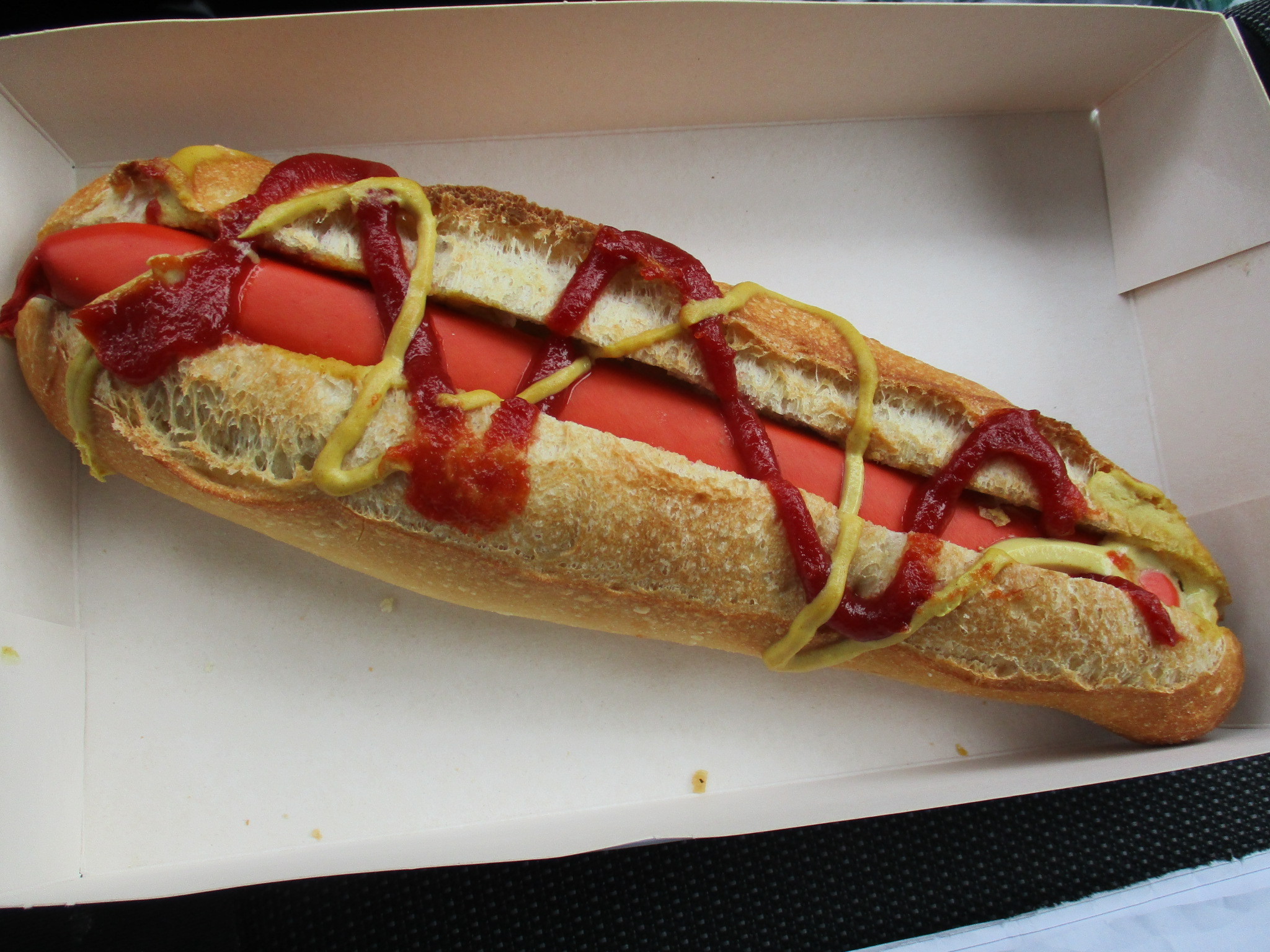
Hot-dog
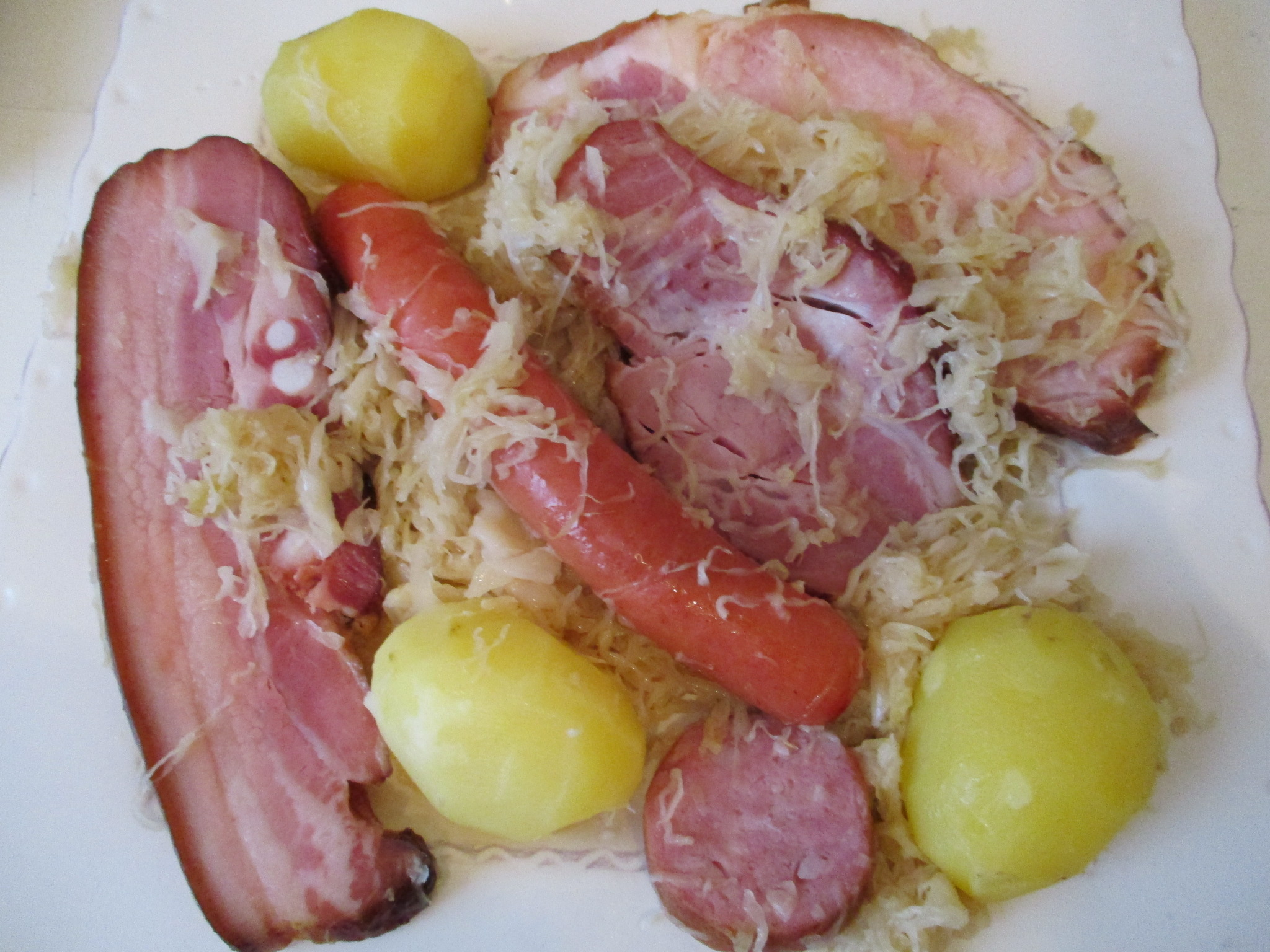
Avec une choucroute garnie d'Alsace
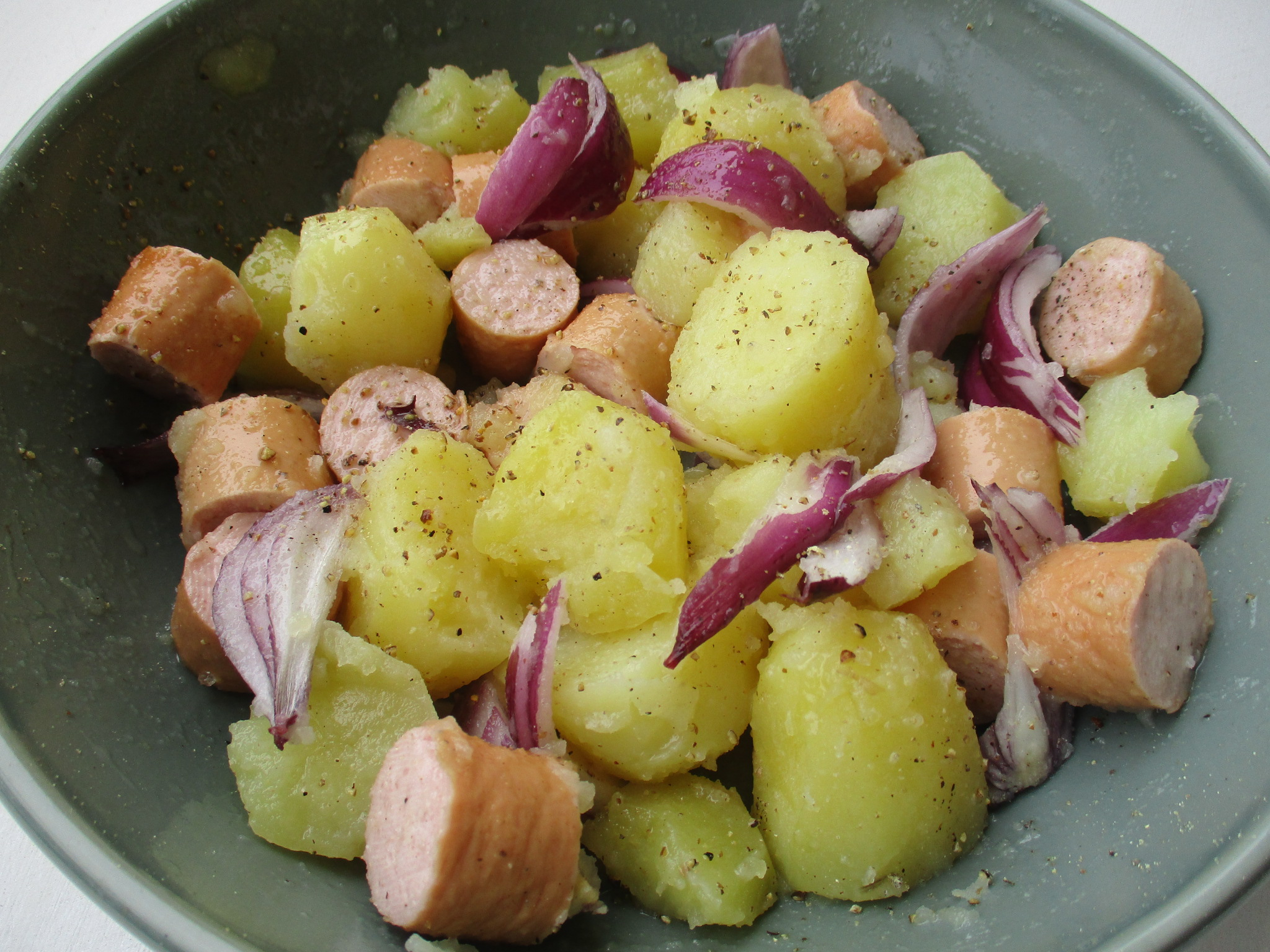
Avec une salade alsacienne
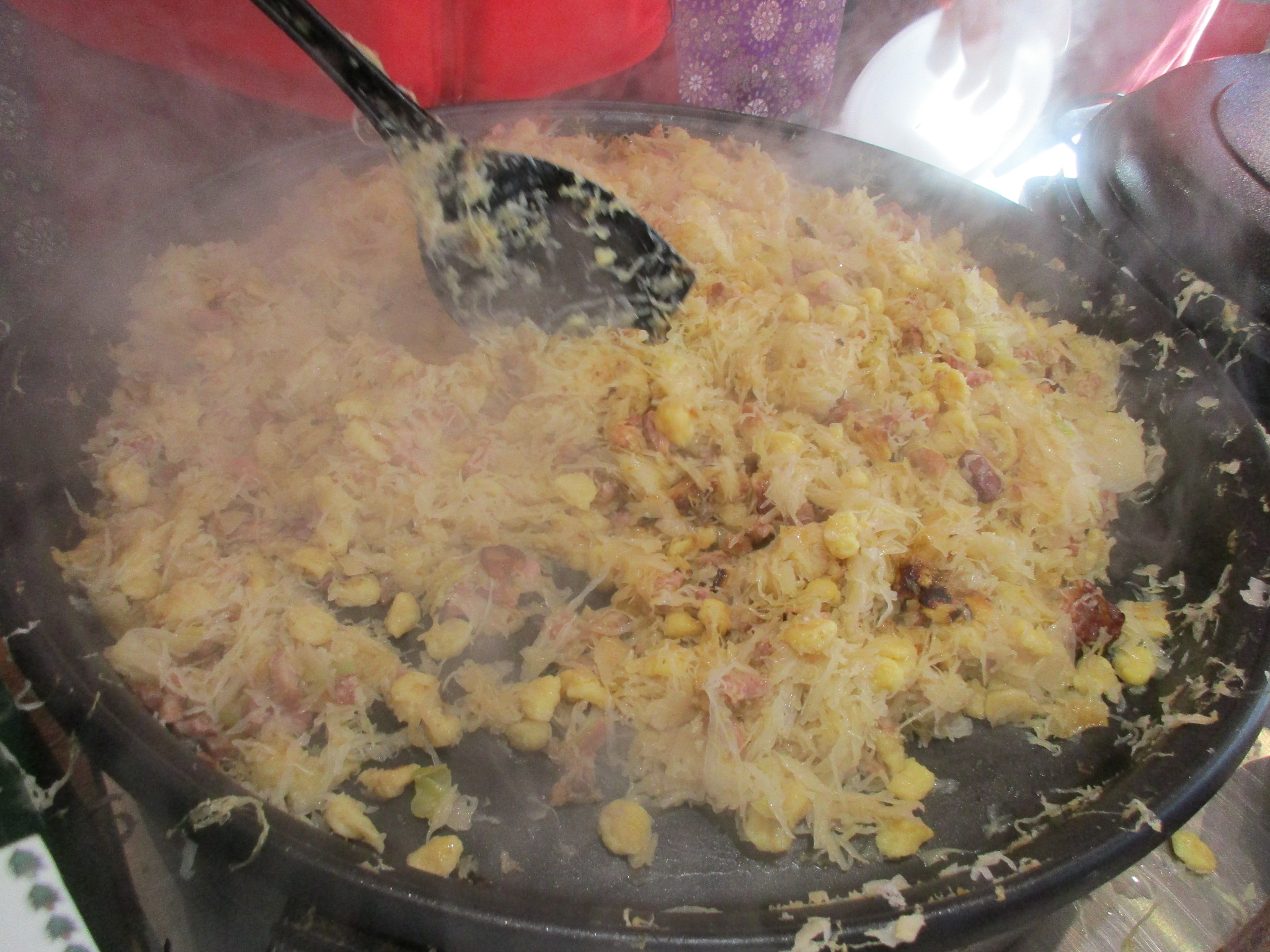
Avec spätzle, choucroute et lardons

## Production
La knack d'Alsace est produite par des charcuteries artisanales ou par l'industrie agroalimentaire de grande distribution, regroupées au sein de la Fédération régionale des bouchers charcutiers traiteurs d'Alsace. Elle ne bénéficie pas d'IGP (Indication géographique protégée) à la suite d'une démarche abandonnée en 2015,. La knack est aujourd'hui le produit le plus consommé de la gamme de charcuterie alsacienne, avec 6 000 tonnes de knacks d'Alsace sur les 65 000 tonnes de charcuterie alsacienne produites chaque année. La knack d'Alsace se caractérise par sa texture ferme et son goût fumé. Elle est faite à base de viandes de porc et de bœuf originaires de France, généralement d’Auvergne ou de Bretagne, et embossées dans un boyau venant de Chine, du Liban ou d'Argentine. Un embossage maîtrisé dans un boyau naturel de mouton est garant de cette texture. Sa texture est également le résultat de l'apport de viande de bœuf contenant des fibres différentes de celles de la viande de porc. Son fumage naturel au bois de hêtre confère à la knack d'Alsace un délicat goût fumé. 

## Concours
Les knack et saucisse de Strasbourg bénéficient de concours, dont :
- « Knack d’Or » de la Foire européenne de Strasbourg[16].
- Médaille d'Or du Concours général agricole du Salon international de l'agriculture de Paris[17].